# كهدلان
كهدلان هي قرية في مقاطعة سراب، إيران. عدد سكان هذه القرية هو 397 في سنة 2006.